# Michel Jeanneret
Michel Jeanneret (* 6. März 1940 in Lausanne; † 3. März 2019 in Genf) war ein Schweizer Literaturwissenschaftler und international anerkannter Experte für die Literatur und Kunst der Renaissance.

## Leben
Michel Jeanneret studierte an der Universität Neuenburg, wo er 1970 auch seine von Charly Guyot und Jean Rousset betreute Doktorarbeit einreichte. Nach dem Lizentiat 1963 erwarb er 1967 auch einen Master an der Universität Cambridge. Er unterrichtete in London am University College und in Cambridge (Gonville and Caius College), schliesslich seit 1969 an der Universität Genf. 1971 wurde er ebendort Assistenzprofessor, 1973 wurde er zum ausserordentlichen Professor und 1976 zum ordentlichen Professor ernannt. Diese Position hatte er bis zu seiner Pensionierung im Jahr 2005 inne. Er übernahm zahlreiche Funktionen innerhalb der Universität, unter anderem war er mehrfach Institutsleiter und zweimal Vize-Dekan der philosophischen Fakultät. 
Nach seiner Emeritierung in Genf war er von 2005 bis 2009 Professor an der Johns Hopkins University in Baltimore. Er nahm zahlreiche Gastprofessuren wahr: am Collège de France, an der Sorbonne, an der Universität Paris-Diderot, in Bristol, Nottingham, Princeton, Harvard, University of California at Irvine, University of Washington at Seattle, University of Michigan, Peking, Kyoto, Pisa, Lausanne und Basel. 2014 wurde er Kodirektor des Projekts „Bodmer Lab“ (eine Zusammenarbeit zwischen der Fondation Bodmer und der Universität Genf), das sich der digitalen Erschliessung von historischen Quellen widmet.
Jeanneret war mit der britischen Historikerin Marian E. Hobson verheiratet und lebte zuletzt in Genf und Cambridge. 1971 wurde ihr gemeinsamer Sohn Marc geboren.
Jeanneret war Mitglied zahlreicher gelehrter und wissenschaftlicher Gesellschaften, unter anderem der Academia Europaea (1989), der Accademia Nazionale dei Lincei in Rom, des Istituto Veneto di Scienze, Lettere ed Arti. Ausserdem war er Corresponding Fellow der British Academy und Ehrenmitglied der Società Dantesca Italiana.
Er war im wissenschaftlichen Beirat der folgenden Zeitschriften: Littérature (Paris), French Studies (Oxford), Modern Language Notes (MLN) (Baltimore), Italique (Genf), Revue italienne des études françaises (Florenz).

## Forschung
Jeanneret war Spezialist für die Renaissance und die Literatur des 17. Jahrhunderts. Dabei beschäftigten ihn vor allem zwei grosse Themenbereiche: einerseits die Beziehung der Literatur zum menschlichen Körper, die er in Studien zu den Banketten in der Renaissance (Des mets et des mots) und der libertinen Literatur (Eros rebelle) untersuchte; andererseits die Unbeständigkeit der Formen (in der Literatur und den plastischen Künsten), die Faszination des 16. und 17. Jahrhunderts für die Bewegung, das Unvollendete, die Metamorphose und die groteske Verzerrung (Perpetuum mobile. Métamorphoses des corps et des œuvres, de Vinci à Montaigne; Versailles, ordre et chaos). Daneben war er aber auch ein Kenner des Werks von Gérard de Nerval.

## Auszeichnungen
- 2001: Médaille des Collège de France.
- 2006: Offizier des Ordre des Palmes Académiques (Frankreich).
- 2006: Prix de critique littéraire des Institut national genevois.
- 2008: Grand prix du Rayonnement de la Langue et de la Littérature françaises, verliehen durch die Académie française.
- 2013: Premio Antonio Feltrinelli per la cultura letteraria del Rinascimento, Accademia Nazionale dei Lincei.
- 2015: Grand prix Jean-des-Vignes-rouges für Versailles, ordre et chaos, verliehen von der Académie des sciences morales, des lettres et des arts de Versailles et d'Île-de-France.[5]
- 2017: Prix Natalino-Sapegno de critique littéraire.

## Schriften (Auswahl)
- Poésie et tradition biblique au 16ème siècle, recherches stylistiques sur les paraphrases des psaumes de Marot à Malherbe, José Corti, Paris 1969.
- La Lettre perdue: écriture et folie dans l’œuvre de Nerval, Flammarion, Paris 1978.
  - Italienische Übersetzung: La scrittura romantica della follia. Il caso Nerval. Liguori, Napoli 1984.
- Des mets et des mots: banquets et propos de table à la Renaissance, José Corti, Paris 1987.
  - Englische Übersetzung: A Feast of Words: Banquets and Table Talk in the Renaissance. University Of Chicago Press, 1991.
- Le Défi des signes: Rabelais et la crise de l’interprétation à la Renaissance, Paradigme, Orléans 1994.
- Perpetuum mobile: métamorphoses des corps et des œuvres de Vinci à Montaigne, Macula, Paris 1997.
  - Englische Übersetzung: Perpetual Motion: Transforming Shapes in the Renaissance from da Vinci to Montaigne. Johns Hopkins University Press, Baltimore 2001.
- Éros rebelle: littérature et dissidence à l’âge classique, Le Seuil, Paris 2003.
- La Renaissance italienne: Peintres et poètes dans les collections genevoises [mit Mauro Natale], Skira, Genf 2006.
- La Muse lascive: anthologie de la poésie érotique et pornographique française, 1560–1660, José Corti, Paris 2007.
- La Muse sacrée: anthologie de la poésie spirituelle française, 1570–1630 [mit Terence Cave], José Corti, Paris 2007.
- Imaginaire de l’Arioste, L’Arioste imaginé [mit Monica Preti-Hamard], Louvre, Paris 2009.
- Versailles, ordre et chaos, Gallimard, Paris 2012.
- La Renaissance italienne à pleines dents [Hg., mit Nicolas Ducimetière], Somogy, Paris 2016.
  - Englische Übersetzung: The Italian Renaissance: A Zest for Life. Legenda, Oxford 2018.
- J’aime ta joie parce qu’elle est folle. Écrivains en fête (16e et 17e siècles), Droz, Genf 2018.